# Skelleftefältet
Skelleftefältet är ett mineralrikt område i norra Västerbottens län som sträcker sig från Skellefteå och längs Skellefteälven 150–200 kilometer västerut.
28 gruvor har öppnats sedan gruvdriften kom igång. I området finns det i dag fem gruvor vilka ligger i Kristineberg, Petiknäs, Renström, Maurliden samt Kankberg. Gruv- och smältverksföretaget Boliden AB äger alla gruvor.
En ren guldgruva, Björkdalsgruvan, finns cirka 35 kilometer från Skellefteå.

## Geologi
Skelleftefältet är ett sulfidmalmsrikt område med cirka 1,9 miljarder år gamla suprakrustalbergarter, dvs. bergartsbildningar som avsatts på jordytan, i det här fallet sura till intermediära vulkaniter samt sedimentbergarter. För ca 1,9 Ga (1,9 miljarder år) sedan var Skelleftefältet en öbåge mellan en arkeisk kontinent i norr och ett djuphav i söder (Bottniska bassängen). Minst 3000 meter mäktiga sekvenser ryolitiska till dacitiska vulkaniter avsattes som senare metamorfoserades under den Svekokareliska orogenesen. De domineras av marint avlagrade vulkanoklastiska enheter. Dessa enheter överlagras av gråvackor och argilliter. Skelleftefältet utgjorde en gång en plattektonisk kollisionsmiljö i likhet med dagens Japan. Denna typ av vulkanisk miljö är ursprunget till många av de malmer av VMS-typ (vulcanogenic massive sulphide ore deposit) som finns i området.
I alla väderstreck utom norr inramas Skelleftefältet av gnejs- och granitområden medan det i norr gränsar till Arvidsjaurfältet som domineras av vulkaniska bergarter. Malmerna liknar de malmer av kurokotyp.

## Historia
1920 fann man ett värdefullt malmområde i Bjurfors i Norsjö kommun, som ligger i det sulfidmalmsrika Skelleftefältet. Ytterligare malmförekomster upptäcktes under åren närmast därefter, bland annat vid Granbergsliden, där brytningen av den guldrika Holmtjärnsmalmen blev den första i området 1924. Detta blev starten för det världskända gruv- och smältverksföretaget Boliden AB. 
Många av Skelleftefältets malmfyndigheter ligger djupt och är utspridda över en stor yta. Prospekteringsarbetet har därigenom varit krävande. Under mellankrigstiden utvecklades därför elektromagnetiska metoder av svenska geologer och ingenjörer för att underlätta arbetet. Geofysikern Sture Werner och ingenjören Alfred Holm uppfann 1936 slingramen; en utrustning och metod för malmletning, som fortfarande används i hela världen.
I dag[när?] sker ständigt nya prospekteringar i området och nya gruvor planeras. Bland annat undersöks det om förekomsten av mineraler i Copperstoneområdet är stor nog för utvinning.

## Linbanan
Malm från Skelleftefältet transporterades under 44 år med en linbana mellan Kristineberg och anrikningsverket i Boliden. Malmlinbanan invigdes den 14 april 1943 och den sista malmkorgen gick den 9 januari 1987 från Kristineberg till Boliden. Därefter revs hela banan utom en sektion på 13,6 km Örträsk och Mensträsk. År 1989 öppnades den kvarvarande sektionen för turisttrafik. Den bevarade delen kallas i marknadsföringen ofta för Världens längsta linbana.

## Gruvor
- Adakfältet 1946-1976, koppar
- Bjurfors 1942-1947, koppar
- Bolidengruvan 1924-1967, guld, koppar, silver, bly
- Björkdalsgruvan, guld
- Brännmyrangruvan
- Holmtjärngruvan, 1924–25 samt 1983–92, guld och silver
- Hornträsk 1987-91, koppar, zink
- Kankbergsgruvan 1966-1997, 2012- tellur, guld
- Kedträskgruvan 1989-1991, 1998-2000, koppar, zink, bly, silver och guld
- Kimheden 1967-69, 74-75
- Kristinebergsfältet
- Lainejaur 1941-1945, nickel
- Lindsköldsgruvan
- Långdalsgruvorna 1967-1997, koppar, zink, bly, guld och silver
- Långselegruvan 1957-1990, koppar, zink, bly, guld och silver
- Maurliden
- Näslidengruvan 1970-1989, koppar, zink, guld och silver
- Petiknäs
- Rakkejaur 1966-1970, koppar, zink, svavel
- Renströmsgruvan
- Rävliden 1941-1988, koppar, zink
- Rävlidmyran 1950-1988, koppar, zink, bly, silver och guld
- Rudtjebäcken 1950-1976, koppar, zink
- Storlidengruvan
- Uddengruvan 1972-1991, koppar, zink. bly, guld och silver
- Varuträsk 1938-1947, litium-haltig pegmatit
- Östra Högkulla 1951-1960, zink, silver
- Åkerberg
- Åkulla Västra 1947-1960, koppar, guld och silver
- Åkulla Östra
- Åsengruvan 1970-1993, koppar, zink, guld och silver